# Linkse Sociaal-Revolutionaire Partij

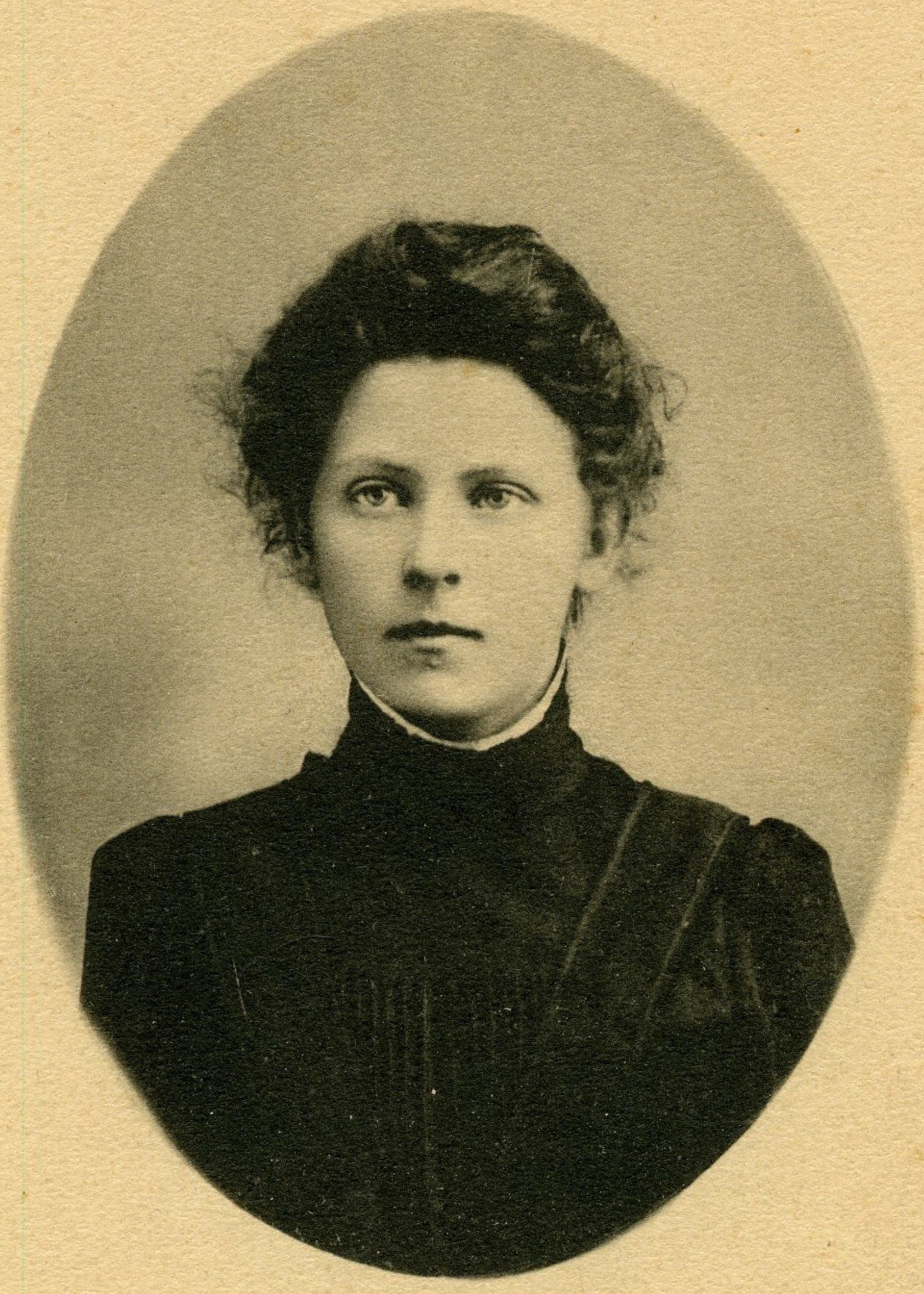
Maria Spiridonova

Nadat de bolsjewieken in oktober 1917 in Rusland de macht hadden gegrepen koos een minderheid van de Sociaal-Revolutionaire Partij ervoor om met de communisten samen te werken. Daartoe richtten zij de Linkse Sociaal-Revolutionaire Partij (LSRP) (Russisch: Партия левых социалистов-революционеров) op, die geloofde in een langdurige en spontane revolutie. Zij wilden het privé-eigendom van landbouwgrond afschaffen en overgeven aan de plaatselijke dorpsgemeenschappen. De meeste linkse sociaal-revolutionairen wilden de sovjets op lokaal niveau combineren met de Doema als soeverein nationaal parlement.
In Lenins eerste coalitieregering van december 1917 werden vertegenwoordigers van de LSRP opgenomen. De samenwerking duurde tot aan de zomer van 1918. De coalitieregering ondertekende op 3 maart 1918 de Vrede van Brest-Litovsk, terwijl de LSRP tegen was. Dat was de aanleiding voor de Opstand van de linkse sociaal-revolutionairen toen leden van de LSRP onder leiding van Maria Spiridonova de Duitse ambassadeur Von Mirbach vermoordden om de bevolking aan te zetten tot een opstand tegen de communisten en tegelijkertijd de vrede in gevaar te brengen.
Lenin reageerde onmiddellijk door de LSRP-vertegenwoordigers uit zijn regering te verwijderen. Niet dat hij daar erg rouwig om was, want de LSRP had de bolsjewieken inmiddels op tal van fronten proberen tegen te werken (zo had de partij zich bijvoorbeeld verzet tegen de wederinvoering van de doodstraf, terwijl haar leden anderzijds wel een meerderheid vormden binnen de gevreesde, bloedige geheime dienst Tsjeka onder leiding van Feliks Edmoendovitsj Dzerzjinski; ook de vorming van een machtige centrale regering en de invoering van de dienstplicht waren op verzet gestoten van de zijde van de LSRP.) Na de mislukte couppoging verdween de LSRP in de achtergrond, terwijl een aantal hunner zich bekeerde tot de Russische Communistische Partij, zoals Lenins bolsjewistische partij zich inmiddels liet noemen. Velen van hen traden in de jaren daarna op als landbouw- en economiedeskundigen van de communistische regering.

## Showproces
In december 1921 besloot het Centraal Comité van de Communistische Partij tot een proces tegen de top van de LSRP, die zonder grond werd beschuldigd van het aanzetten tot de Opstand van Kronstadt  en  de Tambov Boerenopstand. Volgens de Petrogradse partijchef Zinovjev ging het niet om waarheidsvinding, maar om het tonen aan de bevolking wie haar vijanden waren. Het proces duurde van 8 juni tot 7 augustus 1922 en werd het eerste showproces, waarbij demonstrerende arbeiders dagelijks de doodstraf eisten voor de beklaagden. Op 20 juni werd een grote menigte voor het vakbondsgebouw in Moskou, waar de rechters zitting hielden, toegesproken en aangehitst door de president van de rechtbank en de openbare aanklager. Toen de advocaten daartegen protesteerden, werden ook zij gearresteerd. De doodvonnissen werden inderdaad opgelegd, maar bij drie "verdachten" die al voor het proces waren overgelopen naar de bolsjewieken, ging het vonnis vergezeld van een gratieverzoek, dat prompt werd ingewilligd. Zij vielen in de jaren '30 alsnog ten prooi aan de Moskouse showprocessen, evenals de president van de rechtbank, de openbare aanklager en Zinovjev.